# Seleção Belga de Futsal Masculino
A Seleção Belga de Futsal é a seleção oficial de futebol de salão da Bélgica, que tem como unidade organizadora a Federação Belga de Futebol.

## Estatísticas

### Mundial de Futsal
| Copa do Mundo FIFA | Copa do Mundo FIFA | Copa do Mundo FIFA | Copa do Mundo FIFA | Copa do Mundo FIFA | Copa do Mundo FIFA | Copa do Mundo FIFA | Copa do Mundo FIFA |
| Ano                | Colocação          | Pto                | V                  | E                  | D                  | GP                 | GC                 |
| ------------------ | ------------------ | ------------------ | ------------------ | ------------------ | ------------------ | ------------------ | ------------------ |
| 1989               | 4º lugar           | 8                  | 5                  | 2                  | 1                  | 22                 | 11                 |
| 1992               | Segunda fase       | 6                  | 3                  | 0                  | 3                  | 17                 | 18                 |
| 1996               | Segunda fase       | 6                  | 2                  | 0                  | 4                  | 17                 | 22                 |
| 2000               | Não classificada   | Não classificada   | Não classificada   | Não classificada   | Não classificada   | Não classificada   | Não classificada   |
| 2004               | Não classificada   | Não classificada   | Não classificada   | Não classificada   | Não classificada   | Não classificada   | Não classificada   |
| 2008               | Não classificada   | Não classificada   | Não classificada   | Não classificada   | Não classificada   | Não classificada   | Não classificada   |
| 2012               | Não classificada   | Não classificada   | Não classificada   | Não classificada   | Não classificada   | Não classificada   | Não classificada   |
| 2016               | Não classificada   | Não classificada   | Não classificada   | Não classificada   | Não classificada   | Não classificada   | Não classificada   |
| 2021               | Não classificada   | Não classificada   | Não classificada   | Não classificada   | Não classificada   | Não classificada   | Não classificada   |
| 2024               | Não classificada   | Não classificada   | Não classificada   | Não classificada   | Não classificada   | Não classificada   | Não classificada   |
| Total              | 3/10               | 20                 | 10                 | 2                  | 8                  | 56                 | 51                 |

### Europeu de Futsal
| Ano   | Colocação        | Pto              | V                | E                | D                | GP               | GC               |                  |
| ----- | ---------------- | ---------------- | ---------------- | ---------------- | ---------------- | ---------------- | ---------------- | ---------------- |
| 1996  | 3º lugar         | 4                | 2                | 0                | 2                | 8                | 10               |                  |
| 1999  | Primeira fase    | 3                | 0                | 1                | 2                | 1                | 7                |                  |
| 2001  | Não classificada | Não classificada | Não classificada | Não classificada | Não classificada | Não classificada | Não classificada |                  |
| 2003  | Primeira fase    | 3                | 0                | 1                | 2                | 5                | 11               |                  |
| 2005  | Não classificada | Não classificada | Não classificada | Não classificada | Não classificada | Não classificada | Não classificada |                  |
| 2007  | Não classificada | Não classificada | Não classificada | Não classificada | Não classificada | Não classificada | Não classificada |                  |
| 2010  | Primeira fase    | 2                | 0                | 0                | 2                | 2                | 8                |                  |
| 2012  | Não classificada | Não classificada | Não classificada | Não classificada | Não classificada | Não classificada | Não classificada | Não classificada |
| 2014  | Primeira fase    | 2                | 0                | 1                | 1                | 1                | 6                |                  |
| 2016  | Não classificada | Não classificada | Não classificada | Não classificada | Não classificada | Não classificada | Não classificada |                  |
| 2018  | Não classificada | Não classificada | Não classificada | Não classificada | Não classificada | Não classificada | Não classificada |                  |
| 2022  | Não classificada | Não classificada | Não classificada | Não classificada | Não classificada | Não classificada | Não classificada |                  |
| Total | 5/12             | 14               | 2                | 3                | 9                | 17               | 42               |                  |